# Sénat (Eswatini)
Pour les autres articles nationaux ou selon les autres juridictions, voir Sénat.
12e législature
Bâtiment du Parlement
Le Sénat (en swati : Indlu yeTimphunga ; en anglais : Senate) est la chambre haute du parlement bicaméral de l'Eswatini.

## Histoire
Le 26 juillet 2005, une nouvelle constitution est approuvée par le parlement et signée par le roi Mswati III. Celle-ci continue d'interdire les partis politiques, alors que le roi conserve des pouvoirs considérables.
Les premières élections sous la nouvelle constitution ont eu lieu en septembre 2008. Les dernières élections ont eu lieu en septembre 2013. Pour la troisième fois consécutive, Gelane Zwane a été élue présidente du Sénat. 
Toujours en 2013, le Sénat interdit aux membres du parlement de divorcer lorsqu'ils sont en fonction afin d'« éviter d'embarrasser le roi ».

## Rôle et composition
Le Sénat peut débattre ou adopter un projet de loi, à l'exception des « projets de loi de finances » qui doivent d'abord être présentés à la chambre basse, l'Assemblée de l'Eswatini.
Le Sénat comprend au maximum 30 membres:
- 10 sénateurs dont 5 femmes minimum sont élus indirectement par les membres de la l'Assemblée de l'Eswatini ;
- 20 sénateurs dont 8 femmes minimum sont nommés par le roi.

Les 10 sénateurs élus le sont par les 65 membres de l'Assemblée de l'Eswatini, à la majorité des membres présents et votants. La durée du mandat de sénateur est de cinq ans.
Pour être élu, le citoyen doit être âgé d'au moins 18 ans, avoir la nationalité de l'Eswatini et avoir sa résidence régulière dans le pays. Plusieurs conditions rendent inéligible : le fait de faire allégeance à un État étranger, une faillite non réhabilitée ou encore une condamnation à une peine de prison supérieure à six mois.

## Présidence
- Présidente : Lindiwe Dlamini

### Anciens présidents
- Moses Mathendele Dlamini